# Barra do Ariranha
Barra do Ariranha é um distrito do município brasileiro de Mantena, no interior do estado de Minas Gerais. Segundo o censo demográfico de 2022, realizado pelo Instituto Brasileiro de Geografia e Estatística (IBGE), sua população era de 2 396 habitantes e havia 939 domicílios particulares permanentes ocupados. Possui área de 364,96 km² conforme a Fundação João Pinheiro (FJP). Foi criado pela lei estadual nº 1.058 de 31 de dezembro de 1943, juntamente à emancipação da cidade.
De acordo com o IBGE, em 2010 a população era de 3 081 habitantes e havia 1 339 domicílios particulares.